# محمد بن سفيان القيرواني
محمد بن سفيان القيرواني، أبو عبد الله الهواري، تفقه على أبي الحسن القابسي ورحل فأخذ القراءات على أبي الطيب بن غلبون وغيره، له كتاب: «الهادي في القراءات».
قال عنه الذهبي: «قرأ القراءات على أبي الطيب عبد المنعم بن غلبون، وتفقه على أبي الحسن القابسي. وكان عارفا بمذهب مالك»، وقال عنه أبو عمرو الداني: «كان ذا فهم وحفظ وعفاف»
لم تذكر كتب التراجم شيئا عن ولادته ونشأته، والظاهر أنها كانت بمدينة القيروان عاصمة إفريقية، وبها طلب العلم على المشايخ من رجال مدرسة ابن خيرون وغيرهم من المقرئين من أصحاب الرحلات العلمية.
من مشايخه: أبو الحسن القابسي، وابن غلبون.
ومن تلامذته: عبد الله بن سهل الإمام أبو محمد الأنصاري الأندلسي، مقرئ أهل الأندلس في زمانه، وأبو بكر القصري.
قال الحافظ أبو عمرو: وسمع معنا على الشيخ أبي الحسن علي بن محمد بن خلف الفقيه القابسي، وكان ذا فهم وحفظ وستر وعفاف، وخرج من القيروان لأداء فريضة الحج سنة ثلاث عشرة وأربعمائة فحج وجاور بمكة، ثم أتى المدينة فمرض وتوفي بها سنة خمس عشرة، حدثني بذلك من شهده، توفي أول ليلة من صفر ودفن بالبقيع.

## اسمه ونسبه
هو محمد بن سفيان أبو عبد الله الهواري القيرواني، تفقه على أبي الحسن القابسي ورحل فأخذ القراءات على أبي الطيب بن غلبون وغيره، له كتاب: «الهادي في القراءات»، خرج من القيروان لأداء الفريضة سنة ثلاث عشرة وأربعمائة فحجّ وجاور بمكّة، ثمّ جاء إلى المدينة فمرض بها، ومات هناك، ودفن بالبقيع. توفي عام (415هـ).

## قالوا عنه
1. قال عنه الذهبي: "قرأ القراءات على أبي الطيب عبد المنعم بن غلبون، وتفقه على أبي الحسن القابسي. وكان عارفا بمذهب مالك".[2]
2. قال عنه أبو عمرو الداني: «كان ذا فهم وحفظ وعفاف».[1]
3. قال تقي الدين المقريزي: «تفقّه على أبي الحسن القابسيّ، وبرع في مذهب مالك.. وكان من العلماء العاملين».[8]
4. قال عنه ابن الجزري: «أستاذ حاذق».[5]
5. قال عنه ابن فرحون اليعمري: «كان الغالب عليه علم القرآن».[9]
6. قال أبو الطيب الخلودي الفقيه: "كان شيخنا أبو عبد الله بن سفيان، إماماً فاضلاً، وكان له اعتناء بعلم الحساب، والهندسة".[10]

## ولادته ونشأته
لم تذكر كتب التراجم شيئا عن ولادته ونشأته، والظاهر أنها كانت بمدينة القيروان عاصمة إفريقية، وبها طلب العلم على المشايخ من رجال مدرسة ابن خيرون وغيرهم من المقرئين من أصحاب الرحلات العلمية.

## رحلاته
رحل مرتين:
1. رحل إلى مصر لطلب العلم والأخذ عن الشيوخ، وكان ذلك قبل سنة ثمانين وثلثمائة وعاد من مصر ولم يحج.
2. خرج من القيروان لأداء فريضة الحج سنة 413هـ فحج وجاور بمكة، ثم أتى المدينة فمرض وتوفي بها سنة 415هـ.[5][11]

## مشايخه
1. أبو الحسن القابسي.
2. ابن غلبون.
3. إسماعيل بن محمد المهري.
4. يعقوب بن سعيد الهواري.
5. كردم بن عبد الله.[4][12]

## تلامذته
1. عبد الله بن سهل الإمام أبو محمد الأنصاري الأندلسي، مقرئ أهل الأندلس في زمانه.
2. أبو بكر القصري.
3. الحسن بن علي الجلولي.
4. عبد الملك بن داود القسطلاني.
5. عبد الحق الجلاد.
6. أبو العباس المهدوي.
7. أبو العالية البندوني.
8. عثمان بن بلال العابد.
9. أحمد بن بياض الحجري.
10. عبد الله بن سمران.
11. أبو الحسن العجمي.[5]

## وفاته
قال الحافظ أبو عمرو: وسمع معنا على الشيخ أبي الحسن علي بن محمد بن خلف الفقيه القابسي، وكان ذا فهم وحفظ وستر وعفاف، وخرج من القيروان لأداء فريضة الحج سنة ثلاث عشرة وأربعمائة فحج وجاور بمكة، ثم أتى المدينة فمرض وتوفي بها سنة خمس عشرة، حدثني بذلك من شهده، توفي أول ليلة من صفر ودفن بالبقيع.

## أهمية الموضوع
المترجم له من أهم المقرئين في القرن الخامس، وكتابه من الكتب المهمة في القراءات، ومما يبين أهمية المترجم له أنه تتملذ على يده بعض كبار القراء مثل عبد الله بن سهل مقرئ أهل الأندلس.